# Сипягин, Владимир Всеволодович
Владимир Всеволодович Сипягин (10 июля 1847— 9 октября 1911, Санкт-Петербург, Российская империя) — участник русско-турецкой войны, заведующий камеральным отделением кабинета Его Высочества, шталмейстер Высочайшего двора, помощник управляющего Императорским кабинетом, действительный статский советник, предводитель дворянства Буйского уезда.

## Биография
Родился 10 июля 1847 года, происходил из потомственных дворян, сын участника боевых действий на Кавказе и Крымской войны 1853—1856 гг., почётного опекуна, генерал-лейтенанта Сипягина Всеволода Николаевича. После окончания пажеского корпуса поступил в Николаевскую академию генерального штаба. Произведен в чин штабс-ротмистра. В 1873 году по домашним обстоятельствам вышел в отставку, в 1874 году земским собранием избран в почетные мировые судьи. В 1876 году вновь определён на службу военного ведомства, с прикомандированием к канцелярии военного министерства.
В 1877 году прикомандирован к 2-му Кубанскому конно-казачьему полку и за отличие во время русско-турецкой войны произведен в полковники, а также награждён орденом Святого Владимира 4-й степени с мечами и золотой саблей с надписью за храбрость. В 1878 году уволен с чином полковника и с мундиром. В 1879 году Буйским земским собранием вновь избран почетным мировым судьей, а в 1881 году в председатели съезда мировых судей. В 1883 году состоял по избрании председателем Буйской уездной земской управы и в том же году был избран буйским уездным предводителем дворянства. В 1885 году за отличие произведен в чин действительного статского советника. В 1887 году за отличие по службе награждён орденом Святого Владимира 3-й степени.
В 1894 году назначен председателем комиссии по разъяснению вопроса о границах Нерчинского округа и вообще о земельном его устройстве, а также председателем комиссии для пересмотра действующих законов и правил по сбору ясака.
Для обеспечения сохранности императорских регалий на коронационные торжества 1896 г. выехал в Москву, его сопровождал оценщик Кабинета Е. И. В. Карл Август Ган (1836—1899?).